# David Gerrold
David Gerrold (nascut Jerrold David Friedman; 24 de gener de 1944) és un guionista i novel·lista de ciència-ficció estatunidenc. Va escriure el guió de l'episodi original de Star Trek "El problema dels tribbles", va crear la raça Sleestak a la sèrie de televisió Land of the Lost, i va escriure la novel·la "The Martian Child", que va guanyar els Hugo i els Premis Nebula, i va ser adaptada a una pel·lícula del 2007 protagonitzada per John Cusack.

## Primers anys de vida
Gerrold va néixer en una família jueva el 24 de gener de 1944 a Chicago, Illinois. Va assistir a la Van Nuys High School i es va graduar a la Ulysses S. Grant High School en la seva primera promoció, Los Angeles Valley College, i San Fernando Valley State College (ara California State University, Northridge).

## Carrera

### Star Trek

#### Star Trek: La sèrie original
Pocs dies després de veure l'estrena de la sèrie Star Trek "El parany home" el 8 de setembre de 1966, quan Gerrold tenia 22 anys va escriure un esquema de 60 pàgines per a un episodi de dues parts anomenat "Demà és avui" sobre l'"Enterprise" que descobreix una nau llançada des de la Terra segles abans. Tot i que el productor de "Star Trek" Gene L. Coon va rebutjar l'esquema, es va adonar que Gerrold tenia talent i va expressar el seu interès perquè presentés algunes premisses de la història. Amb títols preliminars i, en alguns casos, noms preliminars de personatges, Gerrold va presentar cinc premisses.
Dues de les propostes, de les quals més tard va tenir poc record, implicaven una màquina destructora de naus espacials, similar a "La màquina del judici final" de Norman Spinrad, i una situació en què Kirk havia de jugar una partida d'escacs amb una intel·ligència avançada utilitzant la seva tripulació com a peces d'escacs. Una tercera premissa, "Bandi", implicava un petit ésser que corria per l'"Enterprise" com la mascota d'algú, i que influeix empàticament en els sentiments i les emocions de la tripulació per consolar-la, fins i tot a costa d'algú altre.
Una quarta premissa, "The Protracted Man", aplicava la ciència-ficció a un efecte vist a West Side Story, quan Maria gira amb el seu vestit de ball i els colors se separen. La història de Gerrold tractava d'un home transportat des d'una llançadora que provava una nova tecnologia de distorsió espacial. L'home ja no està unificat, separant-se en tres formes visibles quan es mou, separades per una fracció de segon. A mesura que es fan esforços per corregir la condició i moure l'"Enterprise" on es poden prendre mesures correctives, la protracció empitjora.
Des que vaig escriure per primera vegada aquell maleït guió per a Gene

I la màquina d'imatges elèctrica

Els tribbles han perseguit el seu creador

Des d'aquí fins a Decatur.

Ningú sap res dels tribbles que he vist.
La cinquena premissa, "The Fuzzies", també va ser rebutjada inicialment per Coon, però un temps després va canviar d'opinió i va trucar a l'agent de Gerrold per acceptar-la. Gerrold va ampliar la història a un esquema complet d'una història televisiva titulada "A Fuzzy Thing Happened to Me...", i finalment es va convertir en "El problema dels tribbles". El nom "Fuzzy" es va canviar perquè H. Beam Piper havia escrit novel·les sobre una espècie alienígena fictícia amb el mateix nom (vegeu Little Fuzzy). El guió va passar per nombroses reescriptures, inclosa, a insistència de l'agent de Gerrold, la reambientació en una ciutat fronterera en lloc d'una estació espacial "cara". Més tard, Gerrold va escriure un llibre, "The Trouble with Tribbles", on explicava la història de la producció de l'episodi i les seves premisses anteriors.
"Els guardians dels núvols" de la tercera temporada té una història acreditada a Gerrold i Oliver Crawford.
| « | Vaig arribar amb el que em semblava una història gairebé perfecta de Star Trek, que és que trobem una cultura que no funciona per a tothom i la solucionem. Però el meu final original va ser que, mentre s'enlairen, Kirk diu: "Bé, n'hem resolt una altra". Spock diu: "Bé, en realitat, trigaran anys i anys i anys a implementar tots aquests canvis". I McCoy diu: "Em pregunto quants nens moriran mentrestant". Així que la idea era: "Siguem seriosos. No canviarem les coses d'un dia per l'altre, però podem implementar canvis que tindran efectes a llarg termini". També hi havia més coses a la història que tractaven sobre el tema social, i no hi havia cap gas zenita màgic que estigués causant el problema. Van entrar Freddy Freiberger i Margaret Armen i ho van canviar per un "Resolem-ho tot en els últims cinc minuts amb màscares de gas" (final). I vaig pensar: "Realment no és una història gaire bona. No fa el que Gene Roddenberry o Gene L. Coon haurien estat disposats a fer". Així que em va decebre. | » |

The Trouble with Tribbles va ser un dels dos llibres que Gerrold va escriure sobre "Star Trek" a principis dels anys 70 després que la sèrie original fos cancel·lada. L'altra obra va ser una anàlisi de la sèrie, titulada The World of Star Trek, en què criticava alguns dels elements de la sèrie, en particular l'hàbit de Kirk de posar-se en situacions perilloses i liderar ell mateix els grups de desembarcament.

#### Star Trek: La sèrie animada
Gerrold va contribuir amb dues històries per a la sèrie guanyadora d'un Premi Emmy Star Trek: La sèrie animada, que es va emetre del 1973 al 1974: "More Tribbles, More Troubles" i "Bem". "Bem" va presentar el primer ús del segon nom de James T. Kirk, que es va revelar que era Tiberius. Més tard, això es va introduir al cànon d'acció real a la pel·lícula Star Trek VI: The Undiscovered Country quan el capità Kirk i el doctor McCoy són jutjats per la mort del canceller klíngon Gorkon.

#### Star Trek: La nova generació
Molts dels canvis que Gerrold havia defensat a The World of Star Trek es van incorporar a Star Trek: La nova generació quan va debutar el 1987. Es va separar dels productors al principi de la primera temporada.
Gerrold va escriure un guió per a Star Trek: La nova generació titulat  "Blood and Fire", que incloïa una metàfora de la sida i una parella gai a la tripulació de la nau. Gerrold va escriure aquest guió en resposta a estar amb Roddenberry en una convenció el 1987 on havia promès que la propera sèrie de La nova generació tractaria el tema de l'orientació sexual en un futur igualitari. El guió va ser comprat pels productors de TNG, però finalment es va arxivar. Més tard va reelaborar la història en el tercer llibre de la sèrie Star Wolf (vegeu més avall) i de nou com un episodi en dues parts de la sèrie produïda per fans Star Trek: New Voyages, que també va dirigir..

#### Altres implicacions aTrek
Gerrold volia aparèixer a la pantalla en un episodi de Star Trek, en particular a "El problema dels tribbles". El personatge de l'alferes Freeman, que apareix a l'escena del bar amb els klíngons, originalment va ser pensat per Gerrold com un paper secundari per a ell mateix, però un altre actor va acceptar el paper, ja que Gerrold va ser considerat massa prim en aquell moment. També va tenir una mena de cameo en broma a "More Tribbles, More Troubles" de Star Trek La sèrie animada on se li demana a un alferes molt prim que segelli la sala del transportador per Kirk. Gerrold també va posar la veu a l'alienígena Em/3/Green a "The Jihad". Mentre que Gerrold va aparèixer com a extra de la tripulació amb altres notables del fandom de Trek a Star Trek: La pel·lícula, no va aparèixer en una sèrie de Trek fins a Star Trek: Deep Space Nine, quan va interpretar un guàrdia de seguretat a "Trials and Tribble-ations", ambientada durant el període del seu episodi original.
Gerrold va escriure una novel·lització de l'estrena de la sèrie Star Trek: La nova generació "Trobada a Farpoint", publicada el 1987, i una novel·la original de Star Trek titulada The Galactic Whirlpool, publicada el 1980, que es basava en el seu esquema argumental "Tomorrow Was Yesterday". El 2006, pel 40è aniversari de "Star Trek", va coeditar, amb Robert J. Sawyer, una col·lecció d'assajos titulada "Boarding the "Enterprise".
Gerrold va actuar com a consultor de sèries produïdes per fans Star Trek: New Voyages i Star Trek: Phase II a partir del 2006. El juny de 2013 va ser nomenat productor creador de la sèrie.

### Primeres novel·les de ciència-ficció
Entre les seves novel·les de ciència-ficció hi ha The Man Who Folded Himself (1973), sobre un home que hereta un cinturó de viatge en el temps, i When HARLIE Was One (1972), la història de la relació d'una intel·ligència artificial amb els seus creadors. When HARLIE Was One va ser nominada a millor novel·la tant al Premi Hugo com al Premi Nebula. Aquesta novel·la destaca per ser una de les primeres a descriure un virus informàtic. Una edició revisada, titulada When HARLIE Was One, Release 2.0, es va publicar el 1988, incorporant noves idees i reflectint els nous desenvolupaments en informàtica.

### The War Against the Chtorr
Gerrold és l'autor de la sèrie de llibres War Against the Chtorr sobre una invasió de la Terra per part d'extraterrestres misteriosos: A Matter for Men (1983), A Day for Damnation (1985), A Rage for Revenge (1989), i A Season for Slaughter (1993). Finalment va anunciar que el que inicialment se suposava que seria una trilogia, en realitat, requeriria set llibres. Aproximadament el 2010, es deia que Gerrold havia completat una quantitat considerable de treball en la resta de la sèrie, i el cinquè llibre, "A Method for Madness", va aparèixer a Amazon amb una data de publicació. La data de publicació s'ha actualitzat diverses vegades des de llavors; l'última va ser l'1 de gener de 2014. En aquell moment, els llibres restants de la sèrie es titulaven provisionalment A Method For Madness, A Time For Treason, i A Case For Courage. El 2017, va anunciar que el cinquè llibre, ara provisionalment titulat A Nest for Nightmares, i el sisè llibre, A Method For Madness, estan a punt d'acabar-se, més de dues dècades després de l'últim llibre. Es desconeix si encara hi ha previst un setè llibre de Chtorr, o quin serà el seu títol si ho éstà. Gerrold estava considerant el micromecenatge i altres maneres de recaptar diners per finançar la finalització de l'organització del material i l'escriptura final dels dos llibres.
La invasió alienígena és ecològica. En lloc que els terrícoles terraformin un altre planeta, els extraterrestres estan "Chtorraformant" la Terra. En lloc d'exèrcits, els agressors invisibles alliberen gradualment plantes i animals del seu planeta més antic i evolucionat (que s'indica que és potser 500 milions d'anys més antic que la Terra, i ha evolucionat cap a una competitivitat efectiva més alta). Aquests superen i desplacen els seus homòlegs terrestres i la Terra esdevé cada cop més semblant a Chtorr a mesura que la "guerra" avança.
Tanmateix, algunes parts dels llibres restants s'han imprès. Gerrold va publicar per als fans un capítol teaser amb suspens de "Method for Madness". A la seva col·lecció "The Involuntary Human" (ISBN 978-1-886-77869-6), va incloure "It Needs Salt" (com a part del planejat però no formalment programat "Time for Treason"). Finalment, també va publicar la història "Enterprise Fish" en un volum de Thrilling Wonder Stories, (ISBN 978-0-9796718-1-4; editat per Winston Engle). "Enterprise Fish" es descriu com un extracte de Time for Treason. La sèrie Chtorr i el seu personatge central han passat per etapes de desenvolupament amb cada llibre de la sèrie, amb una altra capa de l'ecologia Chtorran explicada i la seva comprensió revelada amb cada llibre successiu. Com que "It Needs Salt" i "Enterprise Fish" són històries curtes de futures capes planificades de la trama i el desenvolupament dels personatges, els fans de la sèrie estan advertits que contenen "spoilers".

### Star Wolf
Gerrold també és l'autor de la sèrie de llibres Star Wolf, centrada en la nau estel·lar Star Wolf i la seva tripulació: Voyage of the Star Wolf (1990), The Middle of Nowhere (1995), Blood and Fire (2004) i Yesterday's Children (1972), que en realitat és una novel·la anterior que presenta el mateix personatge principal, posteriorment ampliada i reeditada significativament com a Starhunt (1985); es produeix abans de les altres novel·les de la continuïtat principal de la sèrie. El germen inicial de Yesterday's Children va ser la història "emmarcadora" de la seva proposta inicial de Star Trek "Demà és avui", molt modificada amb el temps. Gerrold havia planejat desenvolupar aquest concepte en una sèrie de televisió, tal com escriu en una introducció a "Voyage of the Star Wolf". La sèrie "Star Wolf" reflecteix l'afirmació de Gerrold que, a causa de les distàncies implicades, les batalles espacials serien més semblants a caceres de submarins que a les baralles aèries que se solen representar; en la majoria dels casos, les naus que lluitaven ni tan sols podrien veure's entre elles.

### Altres treballs
Després del seu èxit inicial amb "El problema dels tribbles", Gerrold va continuar escrivint guions de televisió (principalment per a sèries de ciència-ficció com ara "Land of the Lost", "Babylon 5", "Sliders" i "La Dimensió Desconeguda"). També ha fet diverses aparicions sense aparèixer als crèdits a la sèrie de televisió The Big Bang Theory.
El 1999, va contribuir amb un breu article a la revista Smart Reseller predient que els telèfons mòbils podrien evolucionar en dispositius que ell va anomenar "Agent de Telecomunicacions d'Informació Personal", i va descriure un conjunt de funcions molt similar als telèfons intel·ligents moderns:
Gerrold va escriure el llibre de no-ficció Worlds of Wonder: How to Write Science Fiction & Fantasy, publicat el 2001.
The Martian Child és una novel·la semiautobiogràfica, ampliada a partir d'una novel·la curta del mateix nom, basada en les pròpies experiències de l'autor com a pare adoptiu solter, amb la majoria dels moments clau extrets de fets reals. La novel·la curta va guanyar els premis Hugo i Nebula, i una versió cinematogràfica es va estrenar el novembre de 2007, amb John Cusack interpretant el pare adoptiu. Hi ha certa controvèrsia al voltant d'aquest personatge, ja que David Gerrold i el seu personatge a la novel·la són gais, però a la pel·lícula és un vidu heterosexual.
L'any 2000, la seva admiració de sempre per les obres de Robert A. Heinlein el va portar a crear una nova sèrie, anomenada The Dingilliad. Segueix un adolescent enginyós i la seva família mentre intenten començar una nova vida. Tot i que no és necessàriament canònica, hi ha indicis que està relacionada amb l'univers War Against the Chtorr, amb tot, des de les plagues fins a l'aparició rumorejada d'un cuc porpra gegant (vincles similars entre universos es produeixen als llibres Trackers de Gerrold). La trilogia Dingilliad consta de Jumping Off the Planet (2000), Bouncing Off the Moon (2001), i Leaping to the Stars (2002). Jumping Off the Planet va rebre el Premi Hal Clement (Premi per a Joves Adults) del 2002 a l'Excel·lència en Literatura de Ciència-Ficció Infantil.
El 2005, Gerrold va rebre el Premi de Tecnologia del Festival Tecnològic de Telluride a Telluride, Colorado.
El 2013, Gerrold va escriure un conte curt Starcraft 2 titulat "In the Dark" per a la sèrie de contes Starcraft de Blizzard Entertainment.
Des del 2015, també és membre del consell d'administració del Museu de Ciència Ficció de Hollywood.
Gerrold va guanyar el Premi Robert A. Heinlein del 2022.

## Vida personal
Gerrold té un fill que va adoptar d'una llar d'acollida a la dècada de 1980.